# سوفي فيبر
سوفي فيبر (بالألمانية: Sophie Wepper)‏ (و. 1981  م) هي ممثلة، وممثلة مسرحية، وممثلة أفلام ألمانية، ولدت في ميونخ.

## وصلات خارجية
- سوفي فيبر على موقع IMDb (الإنجليزية)
- سوفي فيبر على موقع ألو سيني (الفرنسية)
- سوفي فيبر على موقع قاعدة بيانات الفيلم (الإنجليزية)
- سوفي فيبر على موقع كينوبويسك (الروسية)

- سوفي فيبر في قاعدة بيانات الأفلام على الإنترنت